# Реквием (Брукнер)
Реквием Ре минор (WAB 39) — заупокойная месса Антона Брукнера на канонический латинский текст. Написан и исполнен в 1849 году. Посвящён памяти нотариуса монастыря Санкт-Флориана Франца Зайлера, который завещал композитору своё фортепиано фирмы «Бёзендорфер».

## Структура
1. Requiem aeternam (хор+оркестр)
2. Dies irae (солисты+хор+оркестр)
3. Domine Jesu Christe (соло баса+соло сопрано+хор+оркестр)
4. Hostias (мужской хор+ансамбль трёх тромбонов)
5. Quam olim Abrahae (двойная фуга -хор+оркестр)
6. Sanctus (хор+оркестр)
7. Benedictus (солисты+хор+оркестр+валторна)
8. Agnus Dei (соло альта+соло тенора+соло баса+хор+оркестр)
9. Requiem aeternam (хор a cappella)
10. Cum Sanctis (хор+оркестр)

## Состав исполнителей
Партитура Реквиема включает:
- Медные духовые: 3 тромбона (альтовый, теноровый и басовый), валторна (используется фрагментарно только в части Benedictus)
- Струнные: скрипки I-II, альты, виолончели, контрабасы
- Орган
- Вокальные партии:
  - Четырёхголосный смешанный хор
  - Солисты (сопрано, альт, тенор и бас)

## Ноты
- Requiem, WAB 39 Бесплатные файлы нотных записей на проекте International Music Score Library Project
- Партитура